# Reformierte Kirche Davos Monstein

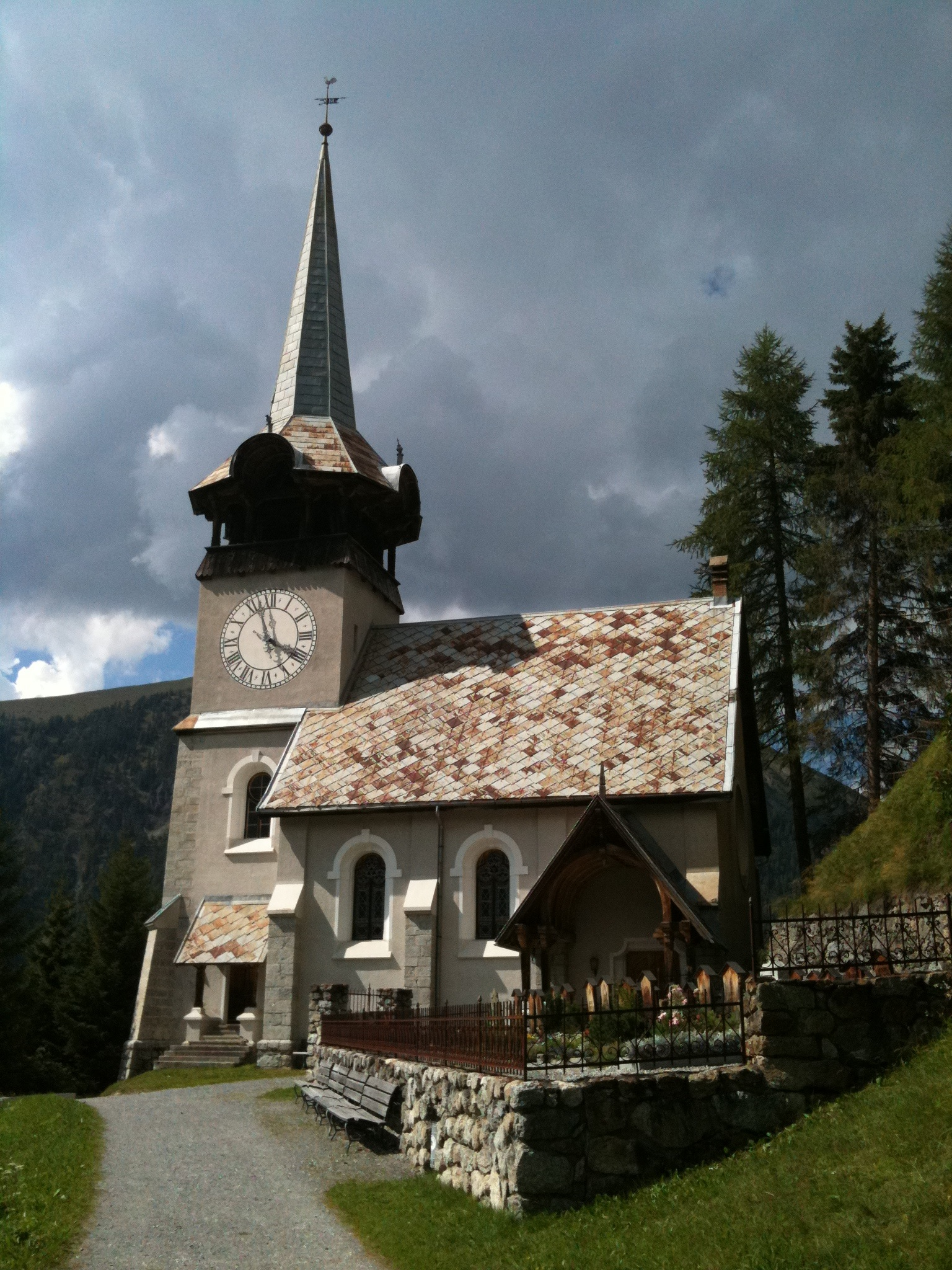
Aussenansicht

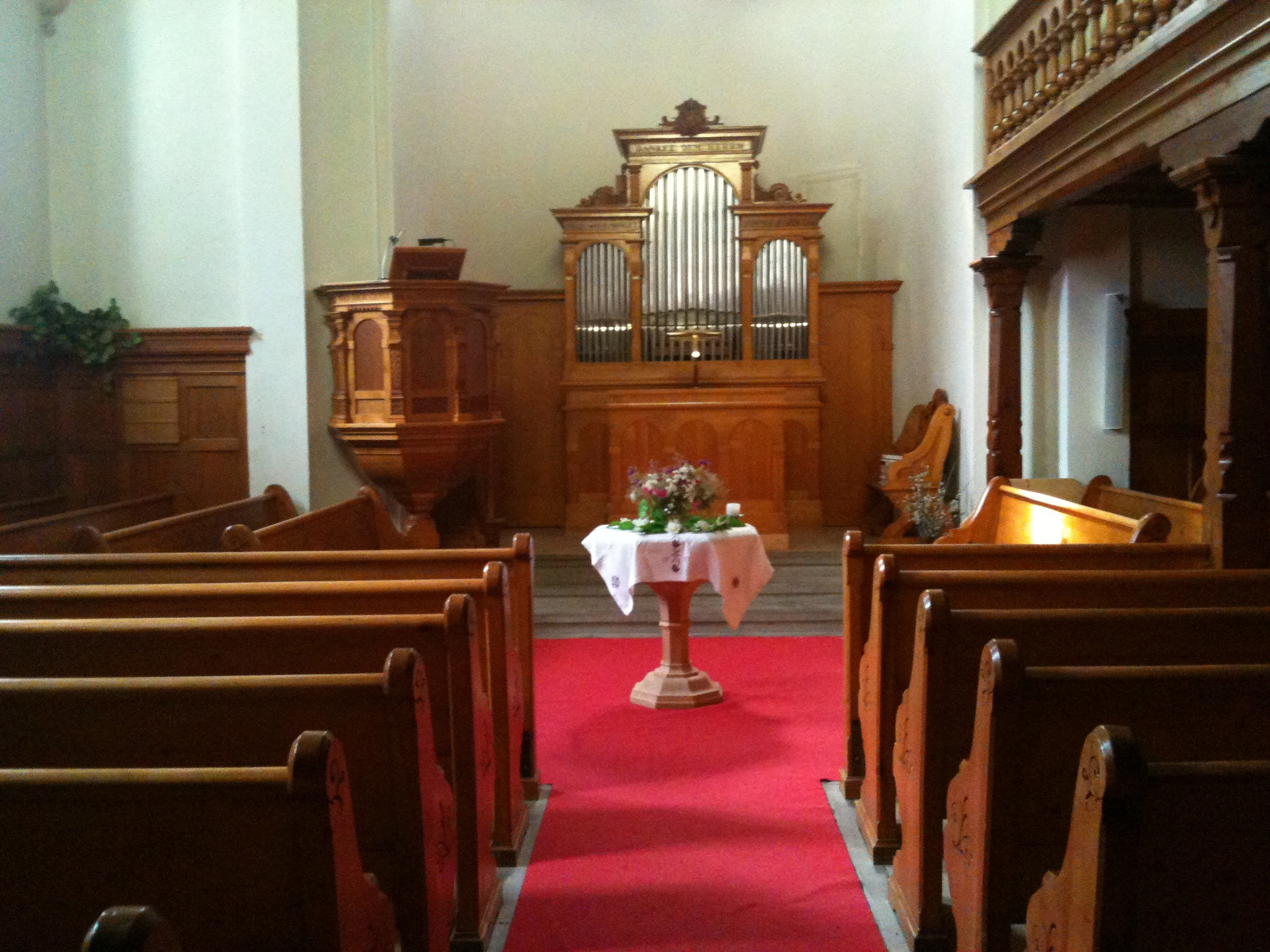
Innenansicht

Die reformierte Kirche in der Davoser Fraktion Monstein ist ein evangelisch-reformiertes Gotteshaus unter dem Denkmalschutz des Kantons Graubünden.

## Geschichte und Ausstattung
Die Kirche wurde 1896/97 auf der Hööhaalda, einem Felsvorsprung mit Panoramasicht in das Landwassertal, errichtet. Architektonisch ist sie ganz vom Jugendstil geprägt. Besonders zeugt davon das verspielte, mehrfarbige Fenster zentral im Chor. Es zeigt ein Griechisches Kreuz mit einem Abendmahlskelch in der Mitte. Der Taufstein steht nicht, wie im reformierten Teil Graubündens zumeist üblich, im Chor, sondern vor dem dreistufigen Aufgang. An seiner Stelle im Chor befindet sich die Orgel mit einem Dreifachprospekt. 
Die Kirche ersetzte den unter dem Patrozinium von Petrus eingeweihten Vorgängerbau aus dem Jahr 1668 nach dem Ende der Bündner Wirren, der heute noch im Dorfzentrum steht, doch wegen Rissen in den Wänden und unsicherer Statik für Gottesdienste nicht genutzt werden kann.

## Kirchliche Organisation
Davos Monstein gehört innerhalb der Evangelisch-reformierten Landeskirche Graubünden zur Kirchgemeinde Davos Altein.

## Galerie

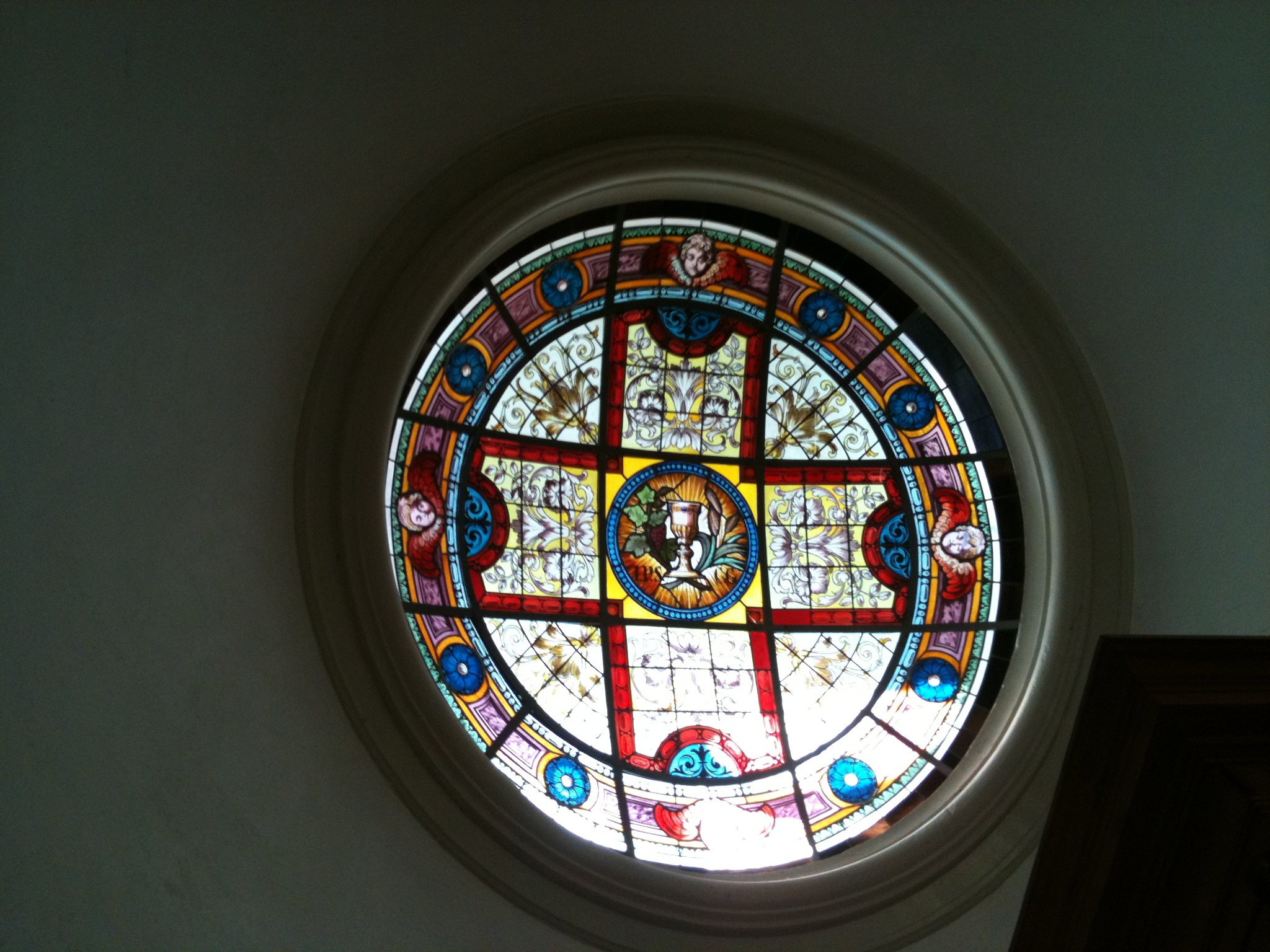
Glasfenster in Form eines Griechischen Kreuzes mit Abendmahlskelch im Zentrum
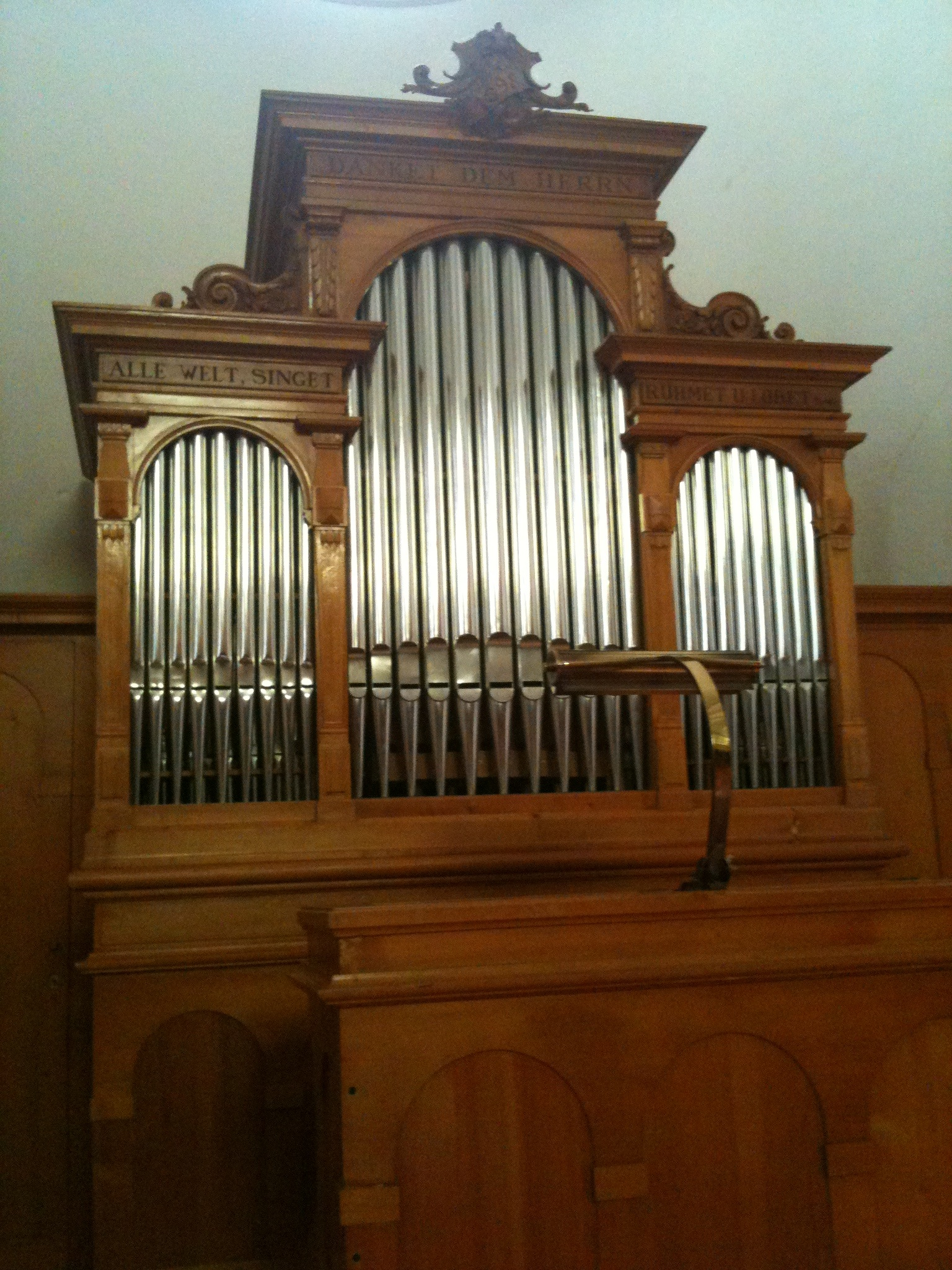
Orgel
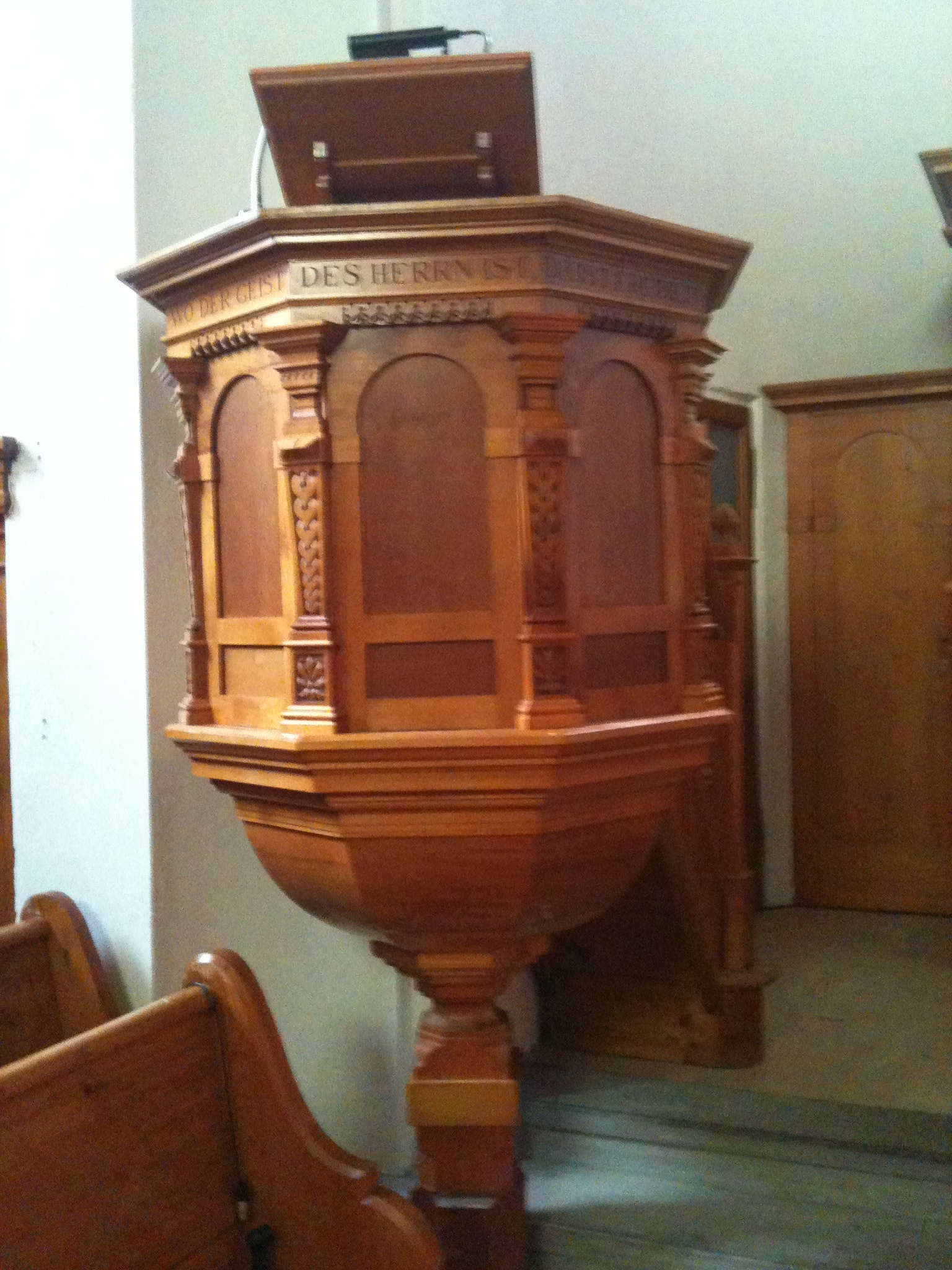
Kanzel
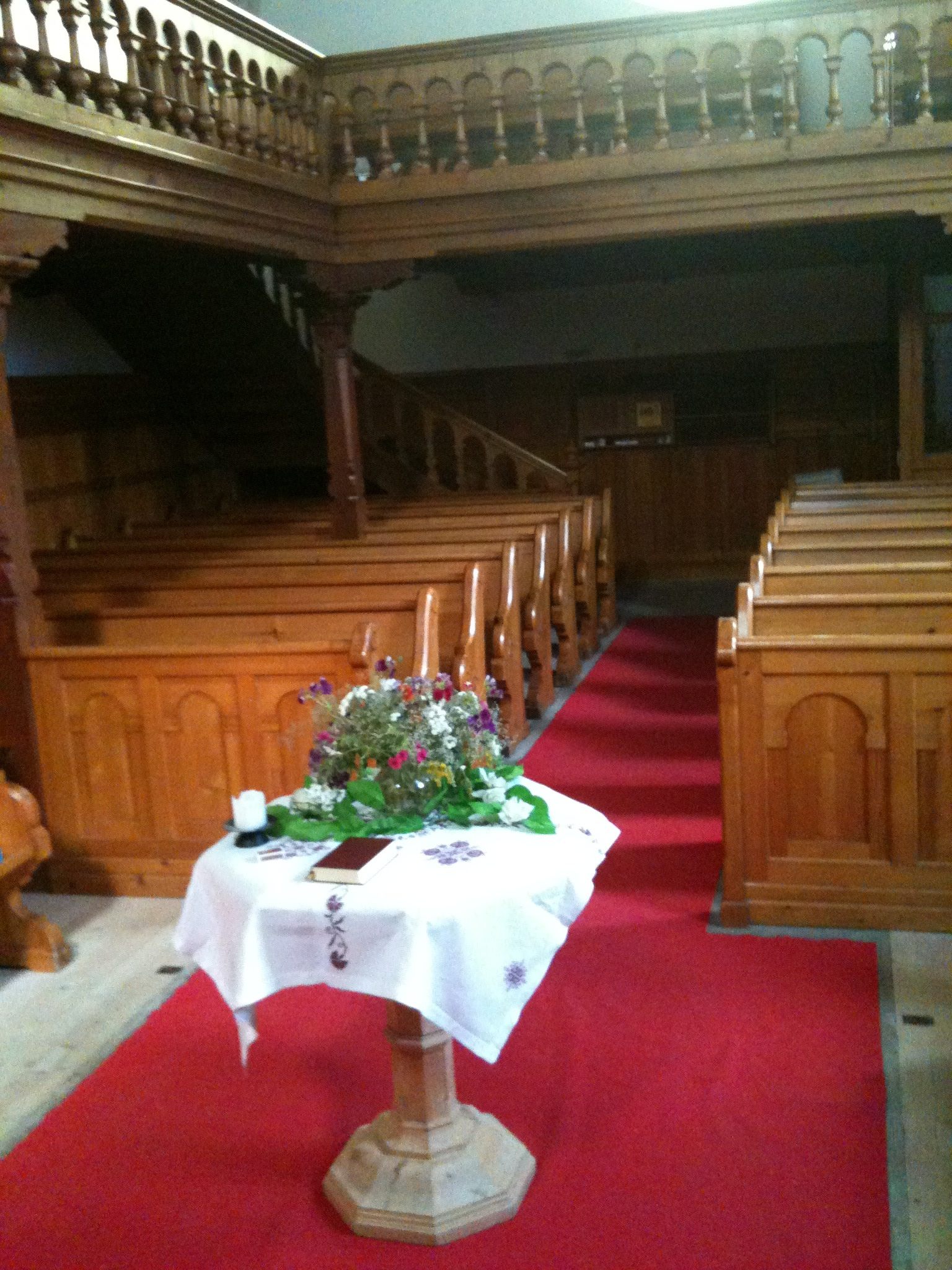
Blick aus dem Chor in das Schiff
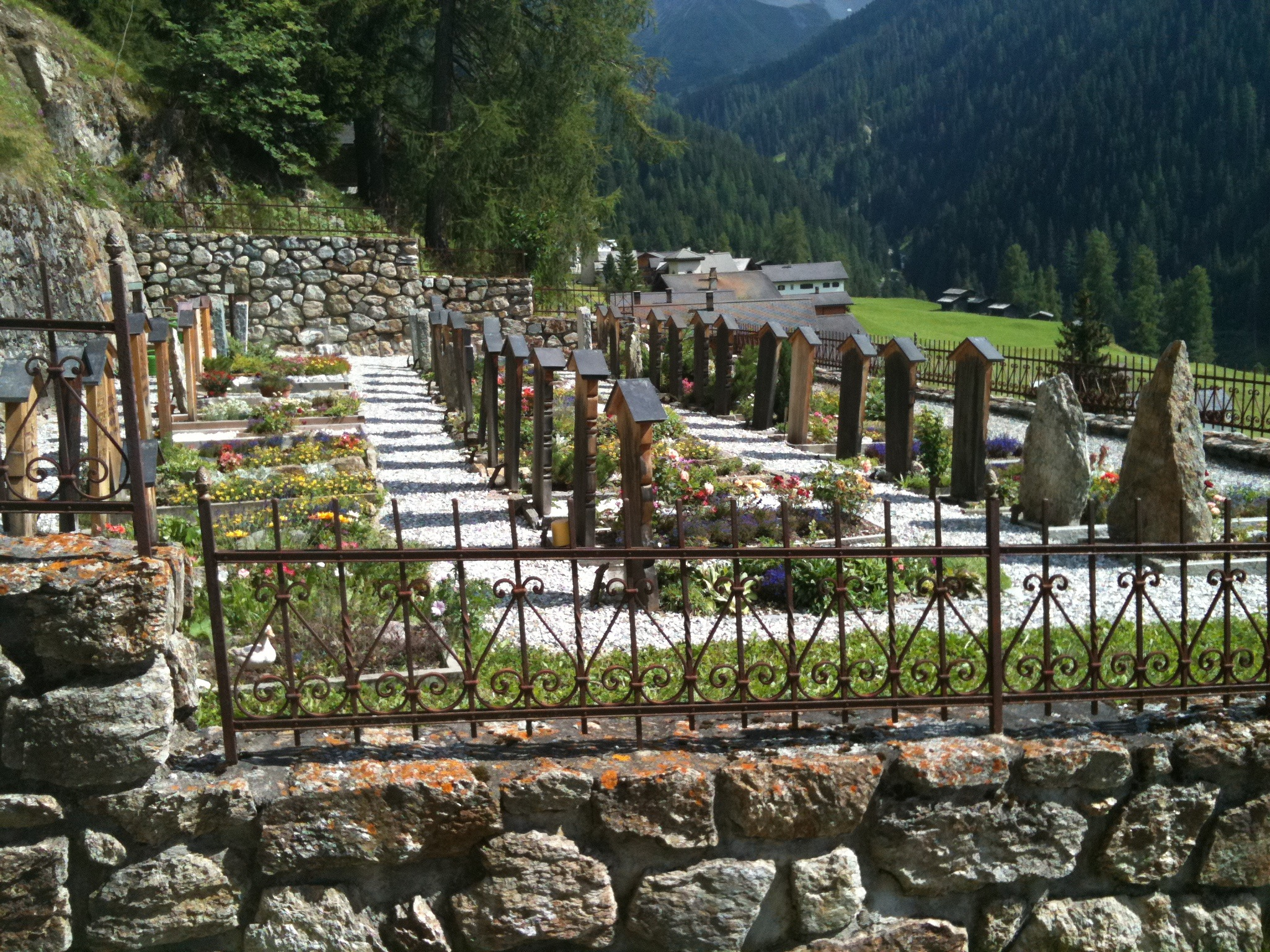
Friedhof